# Кюндингер, Рудольф Васильевич
Рудольф Васильевич Кюндингер (нем. Rudolph Kündinger; 2 мая 1832, Нёрдлинген, Германия — 27 января [9 февраля] 1913, Санкт-Петербург) — русский музыкальный педагог, пианист, композитор немецкого происхождения. Брат Августа и Канута Кюндингеров.

## Биография
Родился в Нёрдлингене 2 мая 1832 года.
Игре на фортепиано учился у отца — церковного композитора Георга Вильгельма Кюндингера (1800—1867), городского кантора и капельмейстера в Нёрдлингене и Нюрнберге. Гармонию и контрапункт изучал под руководством нюрнбергского музикдиректора Эрнста Блюмрёдера.
В 1850 году отправился в Россию, где провёл всю последующую жизнь. Спорадически концертировал как пианист в России (в том числе — в концертах Императорского Русского музыкального общества), однако в наибольшей степени посвятил себя педагогической работе. Первоначально работал в семье баронов Фитингоф (хотя старший из братьев Фитингоф, композитор Борис Фитингоф, по возрасту у него уже не учился). Затем в 1855—1858 годах у него учился П. И. Чайковский, который впоследствии считал, что только благодаря Рудольфу Кюндингеру он впервые ощутил своё подлинное музыкальное призвание. По утверждению биографа Чайковского Нины Берберовой П. И. Чайковский вынужден был прекратить занятия у Кюндингера в связи с «семейной катастрофой» — его отец, Илья Петрович, потерял в сомнительной афере всё своё состояние и не имел более средств оплачивать частные уроки.
В 1860 году Рудольф Кюндингер получил должность учителя музыки при детях великого князя Константина Николаевича, одновременно начал работать в Придворной капелле. В 1879—1880 годах был профессором Петербургской консерватории. В 1890 году входил в состав жюри первого Рубинштейновского конкурса.
Умер в Санкт-Петербурге 27 января (9 февраля) 1913 года. Был похоронен в Александро-Невской лавре на Никольском кладбище; могила считается утраченной.
Кюндингер — автор фортепианного трио (1858) и различных салонных фортепианных пьес, в том числе «Préludes à l’usage des amateurs pour servir introductions aux morceaux à exécuter». Воспоминания Кюндингера о П. И. Чайковском записаны М. И. Чайковским.